# Alexandre Le Borgne de Belle-Isle
Alexandre Le Borgne de Belle-Isle, né le 12 mars 1640 à La Rochelle en Aunis et mort vers 1693 à Port-Royal en Acadie, est un gouverneur de l'Acadie.  

## Biographie
Alexandre Le Borgne de Belle-Isle était le fils du gouverneur de l'Acadie Emmanuel Le Borgne et de Jeanne Le Françoys.
Il succéda à son père comme gouverneur de l'Acadie de 1667 à 1670, il fut également seigneur de Port-Royal en Acadie. Il se marie vers 1668, à Port-Royal, à Marie de Saint-Étienne de La Tour, fille de Charles de Saint-Étienne de La Tour et de Jeanne Motin, dame de Reux et de Courcelles.
Il codirigea avec l'officier français Charles La Tourasse la ville portuaire de Port-Royal où il mourut vers 1693.